# غيردية وبرية
غيردية وبرية (الاسم العلمي: Gaillardia comosa) هو نوع من النباتات يتبع جنس الغيردية من الفصيلة النجمية.